# Ambodimahabibo
Ambodimahabibo è una città e comune del Madagascar situata nel distretto di Boriziny, regione di Sofia. 
La popolazione del comune rilevata nel censimento 2001 era pari a 9 472 unità.